# Leonidas Polk
Pour les articles homonymes, voir Polk.
Leonidas Polk (10 avril 1806 – 14 juin 1864) est un militaire américain, général de l'armée confédérée durant la guerre de Sécession. Il est le petit-cousin du président James K. Polk. Il était aussi évêque de l'Église épiscopalienne, ce qui lui a valu le surnom de Fighting Bishop.
Il fut un général très controversé en raison de sa promotion pour des raisons politiques et son amitié avec le président Jefferson Davis. Il est aussi connu pour ses nombreuses disputes avec son supérieur, le général Braxton Bragg. Il est mort durant la campagne d'Atlanta.

## Origine et formation
Polk est né à Raleigh en Caroline du Nord. Son père était un vétéran de la guerre d'indépendance et un riche planteur. 
Leonidas Polk étudie à l'université de Caroline du Nord, avant d'entrer à West Point. Étudiant brillant, il sort en 1827 et devient second lieutenant dans l'artillerie.
Lorsqu'il était à West Point, il s'était fait baptiser au sein de l'Église épiscopalienne. Fin 1827, il quitte l'armée pour poursuivre ses études au séminaire de Richmond. Il est ordonné diacre en 1830, puis pasteur l'année suivante. 
Le 6 mai 1830, il épouse Frances Ann Deveraux, dont il aura huit enfants. En 1832, la famille s'installe dans le Tennessee, où Leonidas Polk construit une chapelle, St. John's church. En 1840, il est le plus important propriétaire d'esclaves du comté, avec 111 esclaves. Il est aussi l'oncle du futur brigadier général confédéré Lucius E. Polk(p1546). 
Il est élu évêque de Louisiane en octobre 1841. Il est l'un des fondateurs de l'Université du Sud, à Sewanee, Tennessee.

## Guerre de Sécession
Une fois la sécession décidée, il n'hésite pas à offrir ses services à son ami et camarade de West Point, Jefferson Davis. Il est nommé major general (général de division) le 25 juin 1861 et commande le département numéro 2 qui comprend la région comprise entre le Mississippi et le Tennessee. Le 3 septembre, il décide d'envahir le Kentucky – État qui avait proclamé sa neutralité – et d'occuper la capitale, Columbus.
En avril 1862, il commande le premier corps dans l'Armée du Mississippi et participe à la bataille de Shiloh. Après la bataille de Perryville, il entre en désaccord avec son supérieur, le général Braxton Bragg, dont il ne cessera plus de demander la démission. 
Promu lieutenant général le 11 octobre 1862, il combat à la bataille de la Stones River et à la bataille de Chickamauga. Refusant d'obéir à certains ordres de Bragg, il est suspendu de son commandement à la fin de 1863. 
Son ami Jefferson Davis le nomme alors pour commander la région du Mississippi et de la Louisiane orientale, puis de l'Alabama et l'est du Mississippi. Dans cette position, il est incapable de s'opposer à la progression de l'armée de l'Union dirigée par le général William Tecumseh Sherman. Durant la campagne d'Atlanta, il meurt au cours d'escarmouches le 14 juin 1864.
« Homme de haute taille, d'allure martiale, officier jouissant d'une réputation flatteuse, il ne fut jamais à la hauteur de ce qu'il promettait de devenir dans sa jeunesse ». Bien que son commandement fut bien peu convaincant, il était très populaire parmi ses soldats et sa mort fut durement ressentie.